# Vietnámi Demokratikus Köztársaság
A Vietnámi Demokratikus Köztársaság (VDK) vagy  közismertebb formában Észak-Vietnám név egy olyan szocialista államra utal, amely 1945-ben jött létre Ho Si Minh vezetésével a mai Vietnám északi részén Hanoi fővárossal. A vietnámi háború eredményeként 1976-ban egyesült a Vietnámi Köztársasággal (Dél-Vietnám) és így létrejött az egységes Vietnám.

## Története
1945-ben a kommunista jellegű Việt Minh felszabadítási szervezet, élén Ho Si Minh-nel a második világháború végnapjaiban deklarálta Vietnám függetlenségét a gyarmattartó Franciaországtól. Ez a lépés kiváltotta a franciák támadását az új állam ellen, kitört az indokínai háború, amelyben a VDK kivívta függetlenségét. Az 1954-es genfi egyezmény értelmében a VDK vietnámi területen az északi szélesség 17. körétől északra gyakorolhatta szuverenitását, délen pedig létrejött a Nyugat-barát Vietnámi Köztársaság.